# Барраквілл (Західна Вірджинія)
Барраквілл (англ. Barrackville) — місто (англ. town) в США, в окрузі Меріон штату Західна Вірджинія. Населення — 1201 особа (2020).

## Географія
Барраквілл розташований за координатами 39°30′6″ пн. ш. 80°10′11″ зх. д. / 39.50167° пн. ш. 80.16972° зх. д. (39.501715, -80.169786).  За даними Бюро перепису населення США в 2010 році місто мало площу 1,83 км², з яких 1,79 км² — суходіл та 0,05 км² — водойми.

## Демографія
Згідно з переписом 2010 року, у місті мешкали 1302 особи в 544 домогосподарствах у складі 372 родин. Густота населення становила 710 осіб/км².  Було 602 помешкання (328/км²).
Расовий склад населення:
| - 94,2 % — білих - 4,0 % — чорних або афроамериканців - 0,5 % — азіатів - 0,2 % — корінних американців |

До двох чи більше рас належало 1,2 %. Частка іспаномовних становила 1,0 % від усіх жителів.
За віковим діапазоном населення розподілялося таким чином: 21,3 % — особи молодші 18 років, 60,7 % — особи у віці 18—64 років, 18,0 % — особи у віці 65 років та старші. Медіана віку мешканця становила 41,5 року. На 100 осіб жіночої статі у місті припадало 96,7 чоловіків;  на 100 жінок у віці від 18 років та старших — 93,0 чоловіків також старших 18 років.
Середній дохід на одне домашнє господарство  становив 54 498 доларів США (медіана — 47 344), а середній дохід на одну сім'ю — 63 308 доларів (медіана — 56 667). Медіана доходів становила 46 776 доларів для чоловіків та 37 222 долари для жінок. За межею бідності перебувало 13,5 % осіб, у тому числі 20,6 % дітей у віці до 18 років та 8,2 % осіб у віці 65 років та старших.
Цивільне працевлаштоване населення становило 564 особи. Основні галузі зайнятості: освіта, охорона здоров'я та соціальна допомога — 32,3 %, будівництво — 12,6 %, сільське господарство, лісництво, риболовля — 9,8 %, науковці, спеціалісти, менеджери — 8,2 %.